# Вінсюм (Фрисландія)
Вінсюм (нід. Winsum, нід. вимова: [ˈʋɪn.sʏm]) — село в нідерландській провінції Фрисландія. Входить до муніципалітету Вадхуке.
Його площа становить 8,71км², а населення станом на 2021 рік складало 1 025 осіб.
Перша згадка про населений пункт датується 13-им сторіччям.

## Галерея

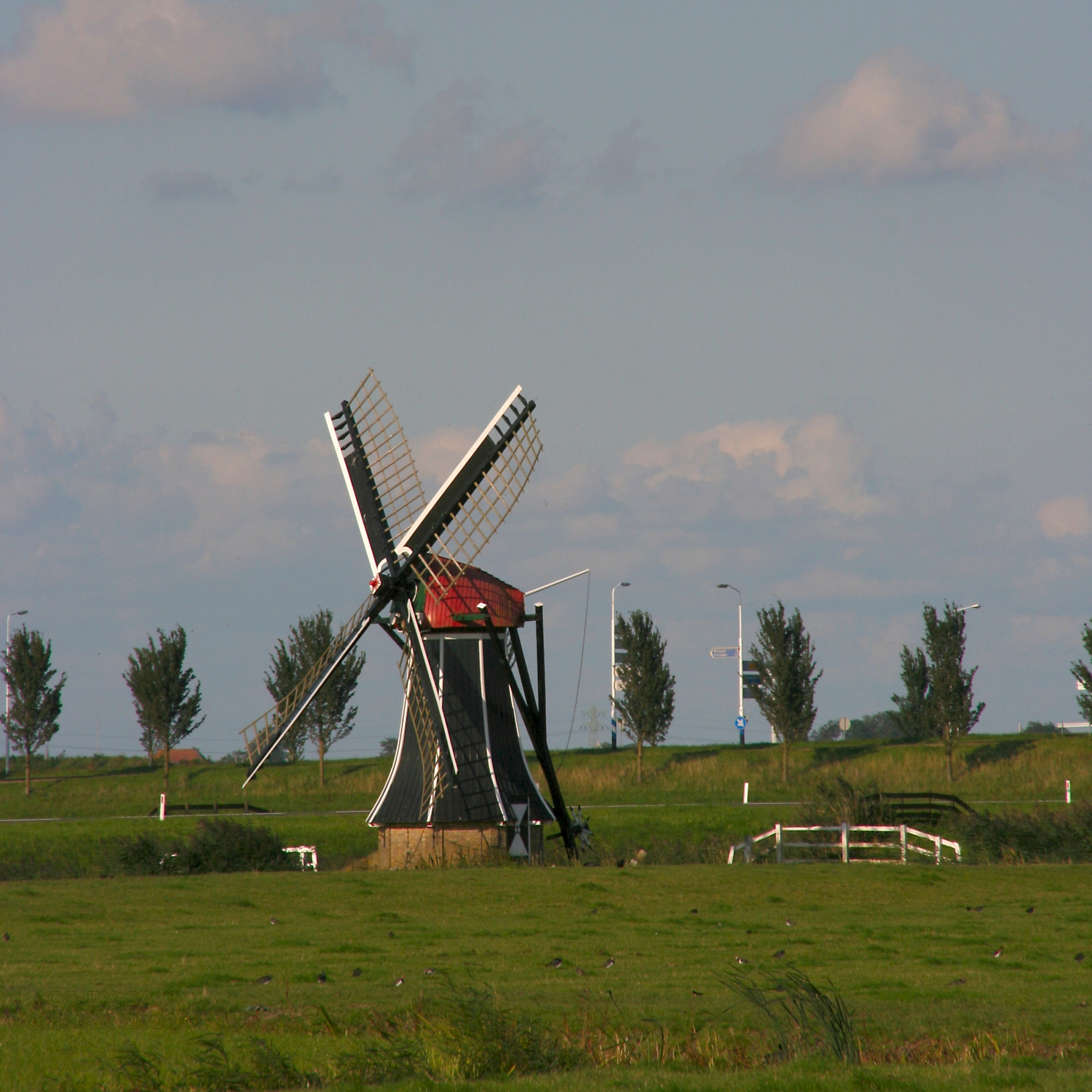
Вітряка Langwert
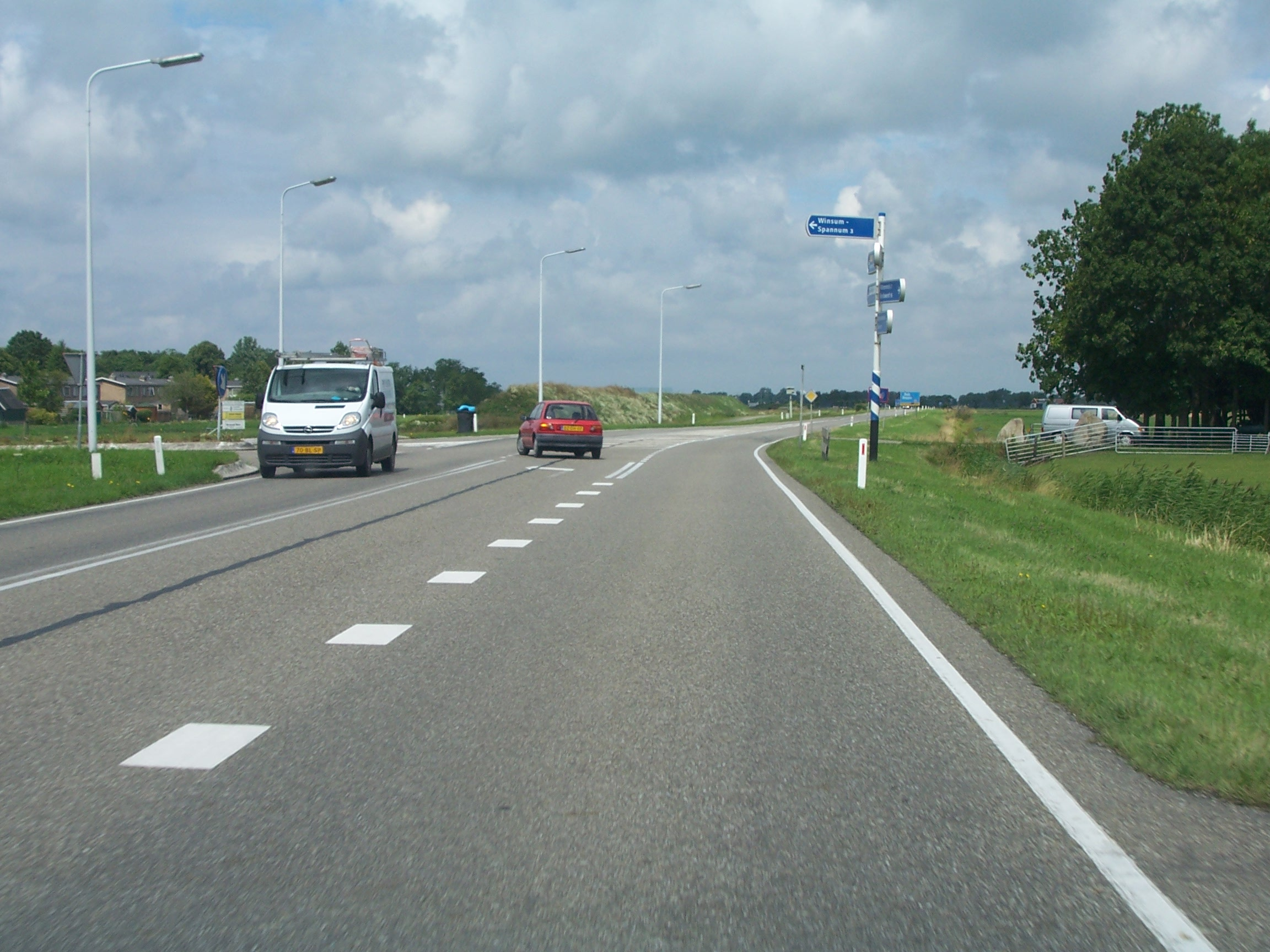
З'їзд з траси у бік села
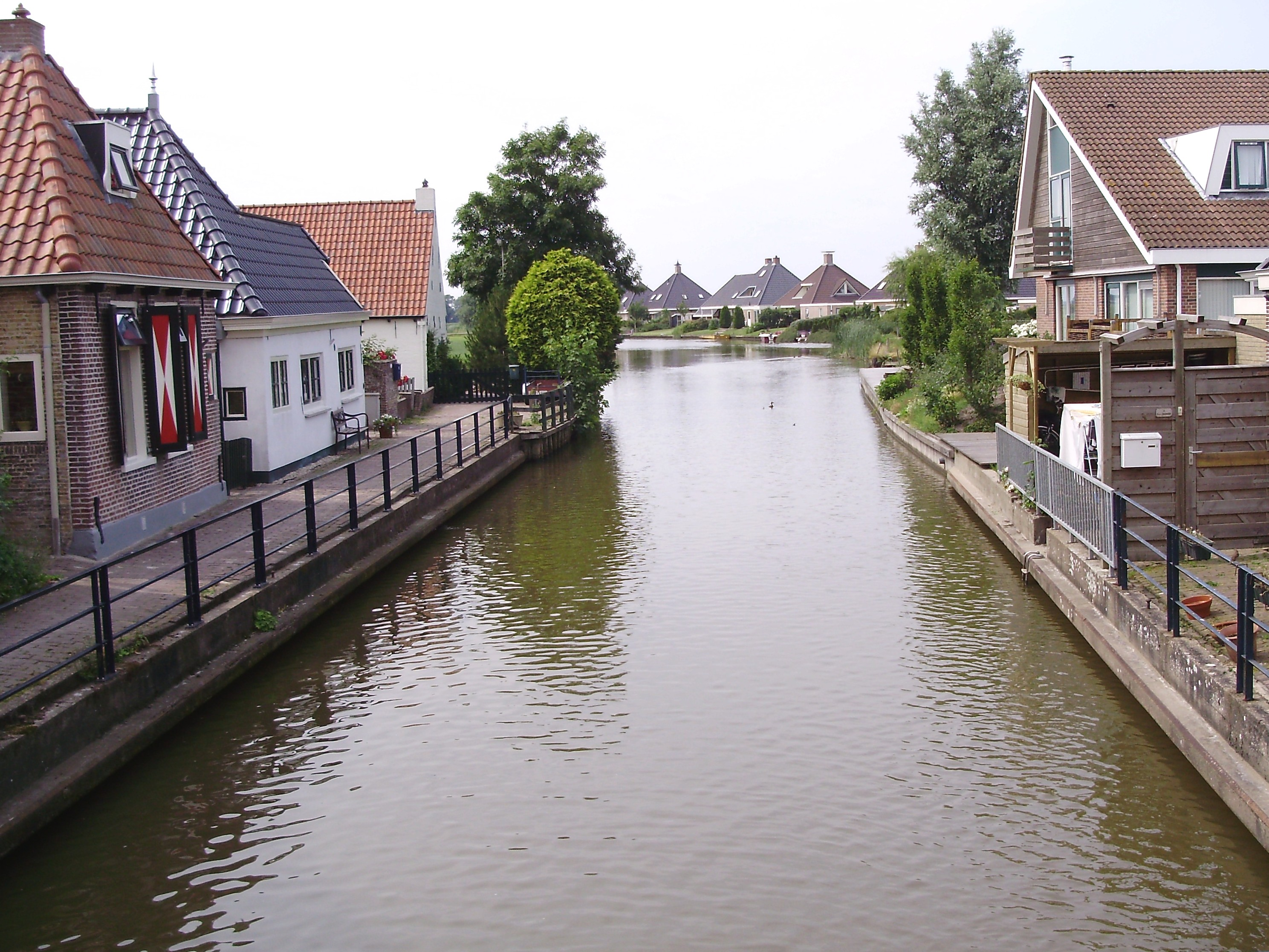
Канал